# 富賀岡八幡宮
富賀岡八幡宮（とみがおかはちまんぐう）は、東京都江東区南砂7丁目にある八幡神社である。

## 概要
御祭神は八幡神である。御神徳は諸願成就であり、当地域の産土鎮守神として広く信仰を集めている。
伝承によれば749年、藤原鎌足の子孫、藤原豊成が下総に下向の折、創建したとされる。もともとは当社に奉斎されていた八幡神像が、寛永年間に深川の地に移され勧請されて富岡八幡宮となったとされることから、「元八幡宮」とも呼ばれている。
享保年間(1716～1735年)には、境内・参道に3万本の桜や松が植えられ、景勝地として賑わった。当地は海抜が低い土地柄、たびたび水害で被災したが、信仰が廃れることはなかった。
1945年の東京大空襲で社殿などが消失したものの、戦後は仮殿にて復旧され、1961年8月に社殿が再建された。
境内には、「砂町の富士塚」と呼ばれる富士塚がある。
御朱印はない。
- 八幡保育園[4]を併設している。

## 所在地・交通
東京都江東区南砂7丁目14ー18
- 東京メトロ東西線　南砂町駅東口より徒歩10分。
- 都バス　亀戸21系統　元八幡（バス停）[5]からすぐ。